# Cleora brooksi
Cleora brooksi är en fjärilsart som beskrevs av Fletcher 1953. Cleora brooksi ingår i släktet Cleora och familjen mätare. Inga underarter finns listade i Catalogue of Life.